# 16 juillet en sport
16 juin 16 août
Chronologies thématiques
- Croisades
- Ferroviaires
- Disney

Le 16 juillet (197e jour de l'année ou 198e en cas d'année bissextile) en sport.

## Événements

### XIXesiècle
- 1879 :
  - (Tennis /Grand Chelem) : John Hartley s'impose face à Vere St. Leger Goold 6-2, 6-4, 6-2 dans la 3e édition du Tournoi de Wimbledon.
- 1883 :
  - (Tennis /Grand Chelem) : L’Anglais William Renshaw s’impose face à son jumeau Ernest Renshaw 2–6, 6–3, 6–3, 4–6, 6–3 dans la 7e édition du Tournoi de Wimbledon.
- 1888 :
  - (Cricket) : début du 1er test matche de la tournée anglaise de l’Équipe d'Australie.
  - (Tennis /Grand Chelem) : dans la 12e édition du Tournoi de Wimbledon, l’Anglais Ernest Renshaw s'impose face à son compatriote Herbert Lawford 6-3, 7-5, 6-0. Chez les dames, l’Anglaise Lottie Dod s'impose face à sa compatriote Blanche Bingley  6-3, 6-3. En double messieurs les frères William Renshaw et Ernest Renshaw s'imposent face à leurs compatriotes Patrick Bowes-Lyon associé à Herbert Wilberforce 2–6, 1–6, 6–3, 6–4, 6–3.
- 1899 :
  - (Compétition automobile) : 1re édition du Tour de France automobile remporté par René de Knyff sur une Panhard & Levassor.

### XXesièclede1901à1950
- 1932 :
  - (Athlétisme) : William Graber porte le record du monde du saut à la perche à 4,37 mètres.
- 1950 :
  - (Football) : l'Uruguay remporte, par 2 buts à 1, son match face au Brésil et remporte pour la seconde fois la Coupe du monde de football.

### XXesièclede1951à2000
- 1955 :
  - (Compétition automobile) : à l'issue du Grand Prix de Grande-Bretagne, disputé sur le circuit d'Aintree, qu'il termine à la seconde place derrière Stirling Moss, Juan Manuel Fangio remporte son troisième titre de champion du monde de Formule 1 au volant d'une Mercedes-Benz.
- 1961 :
  - (Athlétisme) : Iolanda Balaş porte le record du monde féminin du saut en hauteur à 1,91 mètre.
  - (Athlétisme) : Valeriy Brumel porte le record du monde du saut en hauteur à 2.24 mètres.
  - (Cyclisme sur route) : Jacques Anquetil remporte le Tour de France, en ayant porté le maillot jaune du premier au dernier jour de course. C'est la deuxième de ses cinq victoires sur le Tour de France.
- 1966 :
  - (Formule 1) : Grand Prix de Grande-Bretagne.
- 1977 :
  - (Compétition automobile) : la Renault à moteur « turbo », pilotée par Jean-Pierre Jabouille, fait sa première apparition au GP de Grande-Bretagne de Formule 1 sur le circuit de Silverstone.
- 1978 :
  - (Formule 1) : Grand Prix de Grande-Bretagne.
- 1983 :
  - (Formule 1) : Grand Prix de Grande-Bretagne.
- 1985  : 
  - (Cyclisme sur route) : 17e étape du Tour de France entre Toulouse et Luz Ardiden, remportée par Pedro Delgado

- 1989 :
  - (Formule 1) : Grand Prix de Grande-Bretagne.
- 1995 :
  - (Formule 1) : Grand Prix de Grande-Bretagne.

### XXIesiècle
- 2006 :
  - (Formule 1) : Grand Prix automobile de France.
- 2015 : 
  - (Cyclisme sur route /Tour de France) : dans la 12e étape du Tour de France, victoire de Joaquim Rodriguez qui signe son 2e succès dans ce tour. Au général Christopher Froome conserve les commandes.
  - (Escrime /Championnats du monde) : au fleuret, le Japonais Yūki Ōta s'impose chez les hommes et la Russe Inna Deriglazova chez les dames.
- 2016 : 
  - (Cyclisme sur route /Tour de France) : sur la 14e étape du Tour de France 2016, victoire du Britannique Mark Cavendish au sprint devant le Norvégien Alexander Kristoff et le Slovaque Peter Sagan. Le Britannique Christopher Froome garde le maillot jaune.
- 2017 :
  - (Compétition automobile /Formule 1) : au Grand Prix automobile de Grande-Bretagne qui se dispute sur le Circuit de Silverstone, victoire du Britannique Lewis Hamilton qui devance les Finlandais Valtteri Bottas et Kimi Räikkönen. Il conforte sa 1re place au classement général.
  - (Cyclisme sur route /Tour de France) : sur la 15e étape du Tour de France 2017 qui relie Laissac-Sévérac l'Église au Le Puy-en-Velay, victoire du Néerlandais Bauke Mollema qui devance l'Italien Diego Ulissi et le Français Tony Gallopin. Le Britannique Christopher Froome conserve le maillot jaune.
  - (Football /Euro féminin) : début de la 12e édition du Championnat d'Europe de football féminin qui se déroule aux Pays-Bas dans les villes de Bréda, Deventer, Doetinchem, Enschede, Rotterdam, Tilbourg et Utrecht jusqu'au 6 août 2017.
  - (Natation /Championnats du monde) : sur la 2e journée des Championnats du monde de natation, victoire de la Française Aurélie Muller sur 10km en eau libre, des Russes Svetlana Kolesnichenko et Alexandra Patskevitch, du duo en natation synchronisée, du Chinois Peng Jianfeng au plongeon à 1m, des Russes Ilya Zhakarov et Ievgueni Kouznetsov des épreuves synchronisées du plongeon.
  - (Tennis /Grand Chelem) : le Suisse Roger Federer remporte son 8e titre à Wimbledon en venant à bout du Croate Marin Čilić (6-3, 6-1, 6-4). Âgé de 35 ans, il entretient sa légende avec un 19e titre du Grand Chelem qu'il décroche sans perdre un set, le 2e de la saison après son succès en Australie en début d'année. En double mixte, c'est la Suisse Martina Hingis et le Britannique Jamie Murray qui s'imposent.
- 2021 : 
  - (Cyclisme sur route /Tour de France) : sur la 19e étape du Tour de France qui se déroule entre Mourenx et Libourne, sur une distance de 207 kilomètres, victoire d'un autre Slovène Matej Mohorič et son compatriote Tadej Pogačar qui conserve son Maillot jaune.
- 2023 :
  - (Cyclisme sur route /Tour de France) : sur la 15e étape du Tour de France qui se déroule entre Les Gets et Saint-Gervais-les-Bains, sur une distance de 179 kilomètres, victoire du Néerlandais Wout Poels. Le Danois Jonas Vingegaard conserve le maillot jaune.
  - (Tennis /Grand Chelem) : sur la finale hommes du Tournoi de Wimbledon, l'Espagnol Carlos Alcaraz domine le Serbe Novak Djokovic en cinq sets 1-6 7-6 6-1 3-6 6-4 et remporte un deuxième Grand Chelem[1].
- 2024 :
  - (Cyclisme sur route /Tour de France) : sur la 16e étape du Tour de France qui se déroule après la journée de repos, entre Gruissan (Aude) et Nîmes (Gard), sur une distance de 188,6 kilomètres[2], victoire au sprint du Belge Jasper Philipsen. Le Slovène Tadej Pogačar conserve le Maillot jaune[3].

## Naissances

### XIXesiècle
- 1871 : 
  - John Maxwell, golfeur américain. Médaillé d'argent par équipes aux Jeux de Saint-Louis 1904. († 3 juin 1906).
- 1885 : 
  - Carl Jonsson, tireur à la corde suédois. Champion olympique aux Jeux de Stockholm 1912. († 11 novembre 1966).
- 1886 :
  - Arthur Bernier, hockeyeur sur glace canadien. († 22 mai 1953).
- 1887 : 
  - Joe Jackson, joueur de baseball américain. († 5 décembre 1951).
- 1896 :
  - Federico Gay, cycliste sur route italien. († 15 avril 1989).
- 1898 :
  - Archibald Briden, joueur de hockey sur glace canadien. († 8 juin 1974).
- 1899 :
  - Robert Saint-Pé, athlète de lancer de marteau français. († 13 juin 1988).
- 1900 :
  - André Routis, boxeur français. Champion du monde de boxe poids plumes du 28 septembre 1928 au 23 septembre 1929. († 16 juillet 1969).

### XXesièclede1901à1950
- 1910 : 
  - Stan McCabe, joueur de cricket australien. (39 sélections en test cricket). († 25 août 1968).
- 1912 : 
  - Milt Bocek, joueur de baseball américain. († 29 avril 2007).
- 1913 : 
  - Anton Raab, footballeur puis entraîneur franco-allemand. († 10 décembre 2006).
- 1915 :
  - Charles Hare, joueur de tennis britannique. († 18 novembre 1996).
- 1917 :
  - Roberto Scarone, footballeur puis entraîneur uruguayen. († 25 avril 1994).
- 1919 :
  - Michel Sorondo, joueur de rugby à XV français. (6 sélections en équipe nationale). († 24 juillet 1976).
- 1920 :
  - Dino Rossi, coureur cycliste italien. († 25 novembre 2008).
- 1926 :
  - Ivan Horvat, footballeur puis entraîneur yougoslave et ensuite croate. Médaillé d'argent aux Jeux d'Helsinki 1952. Vainqueur de la Coupe de l'UEFA 1967. (60 sélections en équipe nationale). († 27 août 2012).
  - Alfred Pfaff, footballeur allemand. Champion du monde football 1954. (7 sélections en équipe nationale). († 27 décembre 2008).
  - Heinrich Kwiatkowski, footballeur allemand. Champion du monde de football 1954. Vainqueur de la Coupe d'Europe des vainqueurs de coupe 1966. (4 sélections en équipe nationale). († 23 mai 2008).
- 1928 :
  - Hayanari Shimoda, pilote de courses automobile américain. Vainqueur des 500 miles d'Indianapolis 1960. († 23 novembre 2011).
- 1931 :
  - Georges Turlier, céiste français. Champion olympique du 10 000 mètres biplace aux Jeux d'Helsinki 1952. Champion du monde de canoë-kayak  de la descente biplace 1959.
- 1932 :
  - Max McGee, joueur de foot U.S. américain. († 20 octobre 2007).
- 1942 : 
  - Margaret Smith Court joueuse de tennis australienne. Victorieuse des Open d'Australie 1960, 1961, 1962, 1963, 1964, 1965, 1966, 1969, 1970 et 1971, des Roland Garros 1962, 1964, 1969, 1970 et 1973, des US Open 1962, 1965, 1969, 1970 et 1973, des tournois de Wimbledon 1963, 1965 et 1970, des Fed Cup 1964, 1965, 1968 et 1971.
- 1943 :
  - Jimmy Johnson, joueur de foot U.S. puis entraîneur américain.
- 1944 : 
  - Jean-Pierre Ducasse, cycliste sur route français. († 19 février 1965).
  - Leopoldo Vallejos, footballeur chilien. (19 sélections en équipe nationale).
- 1946 : 
  - Ron Yary, joueur de foot U.S. américain.

### XXesièclede1951à2000
- 1957 :
  - Włodzimierz Smolarek, footballeur polonais. (60 sélections en équipe nationale). († 6 mars 2012).
- 1959 :
  - Gerd Wessig, athlète de saut est-allemand puis allemand. Champion olympique de la hauteur aux Jeux de Moscou 1980.
- 1962 :
  - Uwe Hohn, athlète de lancers est-allemand puis allemand. Champion d'Europe d'athlétisme du javelot 1982. Détenteur du Record du monde du lancer du javelot du 20 juillet 1984 au 21 septembre 1986.
- 1963 :
  - Mikael Pernfors, joueur de tennis suédois.
  - Armin Schwarz, pilote de rallyes automobile allemand.
- 1964 :
  - Miguel Indurain, cycliste sur route espagnol. Champion olympique du contre-la-montre des Jeux d'Atlanta 1996. Champion du monde de cyclisme contre-la-montre 1995. Vainqueur des Tours de France 1991, 1992, 1993, 1994 et 1995, des Tours d'Italie 1993 et 1994.
- 1965 :
  - Michel Desjoyeaux, navigateur français. Vainqueur des Vendée Globe 2000-2001 et Vendée Globe 2008-2009, de la Route du Rhum 2002 puis de la Transat anglaise 2004.
  - Gianni Faresin, cycliste sur route italien. Vainqueur du Tour de Lombardie 1995.
  - Claude Lemieux, hockeyeur sur glace canadien.
  - Jean-Philippe Séchet, footballeur puis entraîneur français.
- 1966 :
  - Mike Horn, explorateur-aventurier puis pilote automobile de rallye-raid helvético-sud-africain.
  - Jyrki Lumme, hockeyeur sur glace finlandais.
  - Mikhail Tatarinov, hockeyeur sur glace soviétique puis russe.
- 1968 :
  - Barry Sanders, joueur de foot U.S. américain.
- 1969 :
  - Björn Dunkerbeck, véliplanchiste espagnol.
- 1971 :
  - Rémi Rippert, basketteur français. (17 sélections en équipe de France).
- 1972 :
  - Ben Cahoon, joueur de foot canadien américain.
  - François Drolet, patineur de vitesse sur courte piste canadien. Champion olympique du relais 4×5 000m aux Jeux de Nagano 1998.
- 1973 :
  - Stefano Garzelli, cycliste sur route puis dirigeant sportif italien. Vainqueur du Tour d'Italie 2000.
- 1975 :
  - Youssef Belkhouja, footballeur marocain. (deux sélections en équipe nationale). († 29 septembre 2001).
  - Bas Leinders, pilote de courses automobile belge.
- 1976 :
  - Claudia Riegler, skieuse alpine néo-zélandaise.
  - Anna Smashnova, joueuse de tennis israélienne.
- 1980 :
  - Oliver Marach, joueur de tennis autrichien.
  - Adam Scott, golfeur australien. Vainqueur du Masters 2013.
- 1981 :
  - Mitchel Brown, footballeur hondurien. (3 sélections en équipe nationale).
  - Zach Randolph, basketteur américain.
- 1982 :
  - André Greipel, cycliste sur route allemand.
  - Wassim Helal, handballeur tunisien. Champion d'Afrique de handball 2006 et 2012. Vainqueur de la Coupe d'Afrique des vainqueurs de coupe 2003, 2014 et 2015.
  - Carli Lloyd, footballeuse américaine. Championne olympique aux Jeux de Pékin 2008 et aux Jeux de Londres 2012. Championne de football féminin 2015. (213 sélections en équipe nationale).
  - Michael Umaña, footballeur costaricien. (96 sélections en équipe nationale).
- 1983 :
  - Duncan Keith, hockeyeur sur glace canadien. Champion olympique aux Jeux de Vancouver 2010 puis aux Jeux de Sotchi 2014.
- 1984 :
  - Hayanari Shimoda, pilote de courses automobile japonais.
- 1985 :
  - Dejan Jaković, footballeur croate-canadien. (41 sélections avec l'équipe du Canada).
  - Olivier Veigneau, footballeur français.
  - Jonathan Wisniewski, joueur de rugby à XV français.
- 1986 :
  - Dustin Boyd, hockeyeur sur glace canadien.
  - Bernard Kipyego, athlète de fond kényan.
  - Timofeï Mozgov, basketteur russe. Médaillé de bronze aux Jeux de Londres 2012.
  - Dylan Yeo, hockeyeur sur glace canadien.
- 1988 :
  - Sergio Busquets, footballeur espagnol. Champion du monde de football 2010. Champion d'Europe de football 2012. Vainqueur des ligues des champions 2009, 2011 et 2015. (133 sélections en équipe nationale).
  - Bruno Ecuele Manga, footballeur franco-gabonais. (91 sélections avec l'équipe du Gabon).
  - Brian Lebler, hockeyeur sur glace canado-autrichien.
  - Mike Scott, basketteur américain.
- 1989 :
  - Gareth Bale, footballeur gallois. Vainqueur des Ligues des champions 2014, 2016, 2017, 2018 et 2022. (111 sélections en équipe nationale).
  - Jean-Baptiste Dubié, joueur de rugby à XV français.
  - Kenichi Tago, joueur de badminton japonais.
- 1990 :
  - Johann Zarco, pilote de vitesse moto français. Champion du monde de vitesse moto en Moto2 2015 et 2016. (16 victoires en Grand Prix).
- 1991 :
  - Sam Webster, cycliste sur piste néo-zélandais. Médaillé d'argent de la vitesse par équipes aux Jeux de Rio 2016. Champion du monde de cyclisme sur piste de la vitesse par équipes 2014, 2016 et 2017.
- 1992 :
  - Hattan Bahebri, footballeur saoudien. (42 sélections en équipe nationale).
  - Luca Chirico, cycliste sur route italien.
- 1993 :
  - Matías Dittus, joueur de rugby à XV chilien. (21 sélections en équipe nationale).
  - Oscar Otte, joueur de tennis allemand.
- 1996 :
  - Joe Marchant, joueur de rugby à XV anglais. (26 sélections en équipe nationale).
  - Nisré Zouzoua, basketteur américano-ivoirien.
- 1997 :
  - Orlane Kanor, handballeuse française. Championne du monde de handball 2017 et 2023. Championne d'Europe féminin de handball 2018.  (60 sélections en équipe de France).
  - Hugo de Sadeleer, pilote de courses automobile d'endurance suisse.
- 1998 :
  - Ty-Shon Alexander, basketteur américain.
  - Matt Fagerson, joueur de rugby à XV et à sept écossais. (44 sélections avec l'équipe de rugby à XV et 2 avec celle de rugby à sept).
- 1999 :
  - Moussa Djoumoi, footballeur franco-comorien. (6 sélections avec l'équipe des Comores).
  - Evens Joseph, footballeur français.
- 2000 :
  - Taylor Gontineac, joueur de rugby à XV franco-roumain. (10 sélections avec l'équipe de Roumanie).
  - Dimitrije Kamenović, footballeur serbe.
  - Marcus Holmgren Pedersen, footballeur norvégien. (23 sélections en équipe nationale).

### XXIesiècle
- 2001 :
  - André Trindade, footballeur brésilien. Vainqueur de la Copa Libertadores 2023. (5 sélections en équipe nationale).
- 2002 :
  - Paulos Abraham, footballeur suédois.
- 2003 :
  - Matheus Martins, footballeur brésilien.
  - Noah Persson, footballeur suédois.
  - Yasmine Zouhir, footballeuse franco-marocaine. (6 sélections avec l'équipe du Maroc).
- 2004 :
  - James Beadle, footballeur anglais.

## Décès

### XXesièclede1901à1950
- 1916 :
  - Luigi Forlano, 32 ans, footballeur italien. (° 5 juillet 1884).
- 1917 : 
  - Harold Barlow, 57 ans, joueur de tennis britannique. (° 5 avril 1860).
- 1925 : 
  - William Crichton, 43 ans, joueur de rugby à XV anglais. (° 1er décembre 1881).
- 1940 :
  - Cecil Hart, 56 ans, entraîneur de hockey sur glace canadien. (° 28 novembre 1883).
- 1948 :
  - Dominique Lamberjack, 69 ans, pilote de courses automobile et de moto français. (° 18 août 1878).

### XXesièclede1951à2000
- 1956 :
  - Brian Norton, 56 ans, joueur de tennis sud-africain. Vainqueur du tournoi de double messieurs de l'US Open 1923. (° 10 octobre 1899).
- 1958 :
  - Harry Spanjer, 85 ans, boxeur américain. Champion olympique des poids légers et médaillé d'argent des poids welters aux Jeux de Saint-Louis en 1904. (° 9 janvier 1873).
- 1960 :
  - Gaston Amson, 76 ans, escrimeur français. Médaillé d'argent en fleuret par équipe et de bronze en épée par équipe lors des Jeux olympiques de 1920 et à nouveau médaillé d'argent en épée par équipe aux Jeux de 1928. (° 17 novembre 1883).
  - Søren Andersen, 23 ans, footballeur danois. (° 16 juillet 1937).
- 1968 :
  - Ferenc Keserű, 64 ans, joueur de water-polo hongrois. Médaillé d'argent aux Jeux olympiques de 1928 et médaillé d'or à Los Angeles en 1932. (° 27 août 1903).
- 1969 :
  - Marcel Perrot, 90 ans, escrimeur français spécialiste du fleuret. Médaillé d'argent en fleuret par équipes lors des Jeux olympiques de 1920. (° 24 février 1879).
  - André Routis, 69 ans, boxeur français. Champion du monde des poids plumes entre 1928 et 1929. (° 16 juillet 1900).
- 1972 :
  - George Berry, 67 ans, Footballeur puis entraîneur anglais. (° 18 août 1904).
- 1976 :
  - Fernand Canteloube, 75 ans, coureur cycliste français. Champion olympique de l'épreuve par équipe et médaillé de bronze de la course individuelle aux Jeux d'Anvers en 1920. (° 3 août 1900).

### XXIesiècle
- 2003 :
  - Alida van den Bos, 101 ans, gymnaste artistique néerlandaise. Championne olympique du concours général par équipes des Jeux de 1920. (° 18 janvier 1902).
- 2004 : 
  - Lucien Leduc, 85 ans, footballeur puis entraîneur français. (4 sélections en équipe de France). Sélectionneur de l'équipe d'Algérie de 1966 à 1969. (° 30 décembre 1918).
- 2006 : 
  - Ossi Reichert, 80 ans, skieuse alpine allemande. Médaillée d'argent du slalom aux Jeux d'Oslo 1952 puis championne olympique du géant aux Jeux de Cortina d'Ampezzo 1956. (° 25 décembre 1925).
- 2011 : 
  - Joe McNamee, 84 ans, basketteur américain. (° 24 septembre 1926).
- 2015 : 
  - Michel Schatz, 58 ans, joueur de pétanque français. Champion du monde de pétanque 1991 et 1993. (° ? mai 1957).
- 2016 : 
  - Nate Thurmond, 74 ans, basketteur américain. (° 25 juillet 1941).